# Красные Челны
Красные Челны (тат. Кызыл Чаллы) — бывшее село, первый из населённых пунктов на территории современного города Набережные Челны. Находилось на территории современного микрорайона Бумажников.

## Название
Первоначально носило название Чалнинский починок. Затем носило название сельцо Ильинское, село Мыс, Мысовые Челны, а с 1930 года – Красные Челны.

## История
Село основано в 1626 году общиной крестьян-елабужан во главе с Федором Поповым, которые от воеводы Семена Волынского получили разрешение перейти на левый берег Камы и поселиться в Уфимском уезде рядом с Камой на двух речках – Чалне и Мелекесе.
Крестьяне, основавшие починок, являлись царской собственностью и в течение первых пяти лет были освобождены от платежей и повинностей, а затем были переведены на положение оброчных крестьян и до 1638 года платили в казну небольшой денежный оброк. С жившими здесь народами (ясачными башкирами, татарами, чувашами, марийцами) у переселенцев сложились хорошие отношения, однако они периодически подвергались набегам кочевников-калмыков.
Согласно переписи 1647 года в Чалнинском починке насчитывался 121 двор.
С середины XVII века Чалнинский починок стал называться селом Мыс. К этому времени в селе имелась деревянная церковь во имя пророка Илии. Основным занятием жителей было хлебопашество, покосы, скотоводство, рыбная ловля. В селе имелись водяные и ветряные мельницы, на которых мололи зерно в том числе и крестьяне ближайших сел. Кроме того, в селе имелись кабак, таможня, поварня (солеварня?).
В 60-80-е годы XVII века село оказалось в центре восстаний башкир, татар и других народов края.
В конце декабря 1773 года в село прибыла группа пугачёвцев во главе с есаулом Мусой Мукминовым и священником села Круглое Поле Ильей Дмитриевым, которая мобилизовала в своё войско 20 жителей села и взяла с жителей пять рублей.
На рубеже XVIII и XIX веков в селе было 240 дворов, в которых проживало 766 крестьян мужского пола и 873 – женского. Село являлось среди ближайших деревень и сел и входило в состав Мензелинского уезда Оренбургской губернии. Основным занятием жителей по-прежнему было хлебопашество. Кроме того, жители трудились и на челнинской пристане, расположенной в соседних Бережных Челнах. Грузчиками на пристани трудились и женщины, составлявшие целые артели. Корреспондент газеты «Уфимские губернские ведомости» в 1861 году писал, что в Челнах никого не удивляет, когда артели женщин, обыкновенно по четыре человека, раз за разом волокут тяжеленные кули по мосткам.
В 1834 году вместо деревянной церкви в селе была построена каменная Ильинская церковь.
В 1865 году, при образовании Уфимской губернии был включён  Мензелинский уезд, к которой и относился вплоть до 1920 года. В 1860-е годы образована Мысово-Челнинская волость с центром в селе Мысовые Челны. 
В 1920 года Мысово-Челнинская волость вошла в состав Мензелинского кантона, а с 1921 года перешла в образованный Челнинский кантон ТАССР.
10 августа 1930 года соседнее село Набережные Челны Постановлением Президиума ВЦИК СССР было преобразовано в город. Волостная система управления была упразднена, и был образован Челнинский район. Мысовые (Красные) Челны вошли в его состав, утратив статус волостного центра.
В 1930-е годы  храм в селе был закрыт, в нём устроили клуб. Окончательно он был снесён в 1978 году в связи с подготовкой зоны затопления Нижнекамской ГЭС.

## Известные люди
В селе родился историк Г. К. Садретдинов (1939—2008).